# Puchar Włoch w rugby union mężczyzn (2015/2016)
Puchar Włoch w rugby union mężczyzn (2015/2016) – dwudziesta ósma edycja Pucharu Włoch mężczyzn w rugby union, a szósta zorganizowana pod nazwą Trofeo Eccellenza. Zarządzane przez Federazione Italiana Rugby zawody odbywały się w dniach 15 listopada 2015 – 9 kwietnia 2016 roku.
Na arenę finałowego pojedynku związek wyznaczył Stadio Pier Paolo Bonori w Bolonii, a triumfowali w nim zawodnicy Viadana. Bilety na decydujący pojedynek kosztowały 12 euro.

## System rozgrywek
Do zawodów przystąpiło sześć zespołów najwyższej klasy rozgrywkowej, które w tym sezonie nie występowały w europejskich pucharach, podzielonych na dwie grupy. Rozgrywki były prowadzone w pierwszej fazie systemem kołowym według modelu dwurundowego w terminach, w których odbywały się mecze pucharowe. Do drugiej fazy rozgrywek awansowali zwycięzcy grup, którzy na neutralnym stadionie rozegrali mecz o puchar kraju. Harmonogram spotkań został opublikowany pod koniec lipca 2015 roku.

## Faza grupowa

### Grupa A
| 14 listopada 201516:00 | Lyons | 10:41(10:19) | San Donà | Stadio comunale Walter Beltrametti, Piacenza |
| 14 listopada 201516:00 |       | 10:41(10:19) |          | Stadio comunale Walter Beltrametti, Piacenza |

| 21 listopada 201515:00 | San Donà | 13:17(13:0) | Viadana | Stadio Romolo Pacifici, San Donà di Piave Widzów: 130 |
| 21 listopada 201515:00 |          | 13:17(13:0) |         | Stadio Romolo Pacifici, San Donà di Piave Widzów: 130 |

| 12 grudnia 201515:00 | Viadana | 36:10(17:0) | Lyons | Stadio Luigi Zaffanella, Viadana Widzów: 250 |
| 12 grudnia 201515:00 |         | 36:10(17:0) |       | Stadio Luigi Zaffanella, Viadana Widzów: 250 |

| 19 grudnia 201515:00 | San Donà | 47:10(28:5) | Lyons | Stadio Romolo Pacifici, San Donà di Piave Widzów: 600 |
| 19 grudnia 201515:00 |          | 47:10(28:5) |       | Stadio Romolo Pacifici, San Donà di Piave Widzów: 600 |

| 16 stycznia 201615:00 | Viadana | 24:17(0:3) | San Donà | Stadio Luigi Zaffanella, Viadana Widzów: 650 |
| 16 stycznia 201615:00 |         | 24:17(0:3) |          | Stadio Luigi Zaffanella, Viadana Widzów: 650 |

| 23 stycznia 201615:00 | Lyons | 5:34(5:12) | Viadana | Stadio comunale Walter Beltrametti, Piacenza Widzów: 500 |
| 23 stycznia 201615:00 |       | 5:34(5:12) |         | Stadio comunale Walter Beltrametti, Piacenza Widzów: 500 |

### Grupa B
| 14 listopada 201516:00 | Petrarca | 40:10(19:0) | L’Aquila | Centro Sportivo Memo Geremia, Padwa Widzów: 700 |
| 14 listopada 201516:00 |          | 40:10(19:0) |          | Centro Sportivo Memo Geremia, Padwa Widzów: 700 |

| 21 listopada 201515:00 | L’Aquila | 19:23(16:17) | SS Lazio | Stadio Tommaso Fattori, L’Aquila Widzów: 150 |
| 21 listopada 201515:00 |          | 19:23(16:17) |          | Stadio Tommaso Fattori, L’Aquila Widzów: 150 |

| 12 grudnia 201515:00 | SS Lazio | 0:15(0:10) | Petrarca | Centro sportivo Giulio Onesti, Rzym Widzów: 300 |
| 12 grudnia 201515:00 |          | 0:15(0:10) |          | Centro sportivo Giulio Onesti, Rzym Widzów: 300 |

| 19 grudnia 201515:00 | L’Aquila | 22:42(12:28) | Petrarca | Stadio Tommaso Fattori, L’Aquila Widzów: 200 |
| 19 grudnia 201515:00 |          | 22:42(12:28) |          | Stadio Tommaso Fattori, L’Aquila Widzów: 200 |

| 16 stycznia 201615:00 | SS Lazio | 24:15(12:12) | L’Aquila | Centro sportivo Giulio Onesti, Rzym Widzów: 200 |
| 16 stycznia 201615:00 |          | 24:15(12:12) |          | Centro sportivo Giulio Onesti, Rzym Widzów: 200 |

| 23 stycznia 201615:00 | Petrarca | 68:7(26:7) | SS Lazio | Centro Sportivo Memo Geremia, Padwa Widzów: 700 |
| 23 stycznia 201615:00 |          | 68:7(26:7) |          | Centro Sportivo Memo Geremia, Padwa Widzów: 700 |

## Finał
| 9 kwietnia 201617:00 | Viadana | 22:15(3:9) | Petrarca | Stadio Pier Paolo Bonori, Bolonia Widzów: 1200 |
| 9 kwietnia 201617:00 |         | 22:15(3:9) |          | Stadio Pier Paolo Bonori, Bolonia Widzów: 1200 |